# Kölcsey-emlékplakett

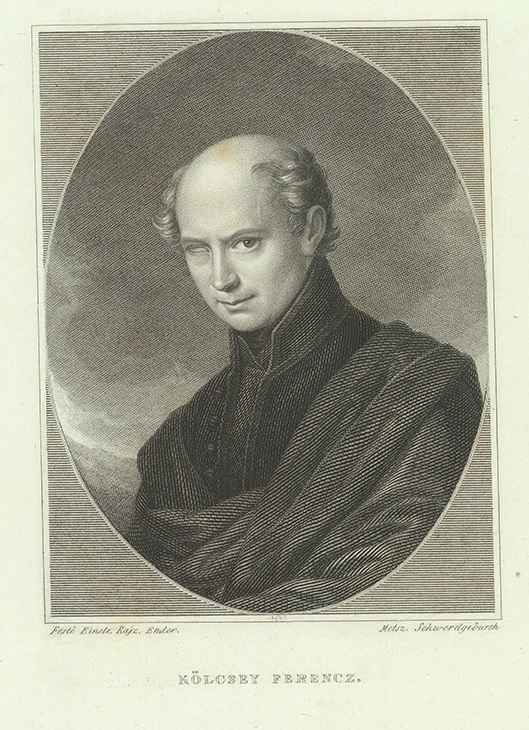
Kölcsey Ferenc költő, a díj névadója

A Kölcsey-emlékplakett a Kölcsey Társaság által 1995-ben alapított magyar művészeti díj, amit a magyar kultúra napján adnak át Szatmárcsekén. A Kölcsey-emlékplakettet a magyar művésztársadalom azon képviselői kaphatják meg, akik életművükkel és tevékenységükkel nagyban hozzájárultak a hazai és az egyetemes kultúra gazdagításához. A plaketett Melocco Miklós szobrászművész  tervezte.

## Díjazottak
- 2025: Rátóti Zoltán[1]
- 2024: Csorba Sándor[2]
- 2023: Berkesi Sándor, Varnus Xavér[3]
- 2020: Bereményi Géza
- 2019: Zsigmond Dezső[4]
- 2018: Szörényi Levente[5]
- 2017: Kósa Ferenc
- 2016: Ágh István[6]
- 2015: Törőcsik Mari[7]
- 2014: Vári Fábián László[8]
- 2013: Korniss Péter[9]
- 2012: Sebestyén Márta[10]
- 2011: Görömbei András
- 2010: Jankovics Marcell
- 2009: Szabó Dénes
- 2008: Szilágyi István
- 2007: Nagy Gáspár
- 2006: Péreli Zsuzsa, Taxner Tóth Ernő
- 2005: Kocsár Miklós
- 2004: Jókai Anna
- 2003: Kallós Zoltán
- 2002: Kő Pál
- 2001: Vásárhelyi László
- 2000: Csoóri Sándor
- 1999: Makovecz Imre, Csikos Sándor
- 1998: Szabó István
- 1997: Kányádi Sándor
- 1996: Szokolay Sándor
- 1995: Melocco Miklós
- 1994: Mádl Ferenc

## További információ
- A Kölcsey Társaság honlapja Archiválva 2016. február 1-i dátummal a Wayback Machine-ben